# Lièvre d'Amérique
Lepus americanus
Pour les articles homonymes, voir Lièvre variable.
Espèce
Répartition géographique
Statut de conservation UICN

 LC  : Préoccupation mineure
Le Lièvre d'Amérique, Lièvre variable ou Lièvre à raquettes (Lepus americanus) est un petit mammifère de l'ordre des lagomorphes, de la famille des léporidés et du genre Lepus. Il est largement répandu au Canada et aux États-Unis. La femelle du lièvre d'Amérique s'appelle la hase et le petit le levraut.
Bien qu'il n'ait aucune valeur commerciale pour sa fourrure et très peu pour sa viande, il est très apprécié par les chasseurs de petit gibier, car il est relativement facile à chasser grâce aux traces qu'il laisse derrière lui dans la neige. Il porte d'ailleurs aussi le nom de « Lièvre à raquettes », surtout aux États-Unis sous la forme anglaise de Snowshoe hare, à cause des traces de ses pattes arrière.

## Description
Le pelage du Lièvre d'Amérique est de couleur brun grisâtre durant la saison estivale et il devient blanc pour la saison hivernale. En fait, le lièvre d'Amérique mue deux fois par année, une fois l'automne entre août et septembre et une fois au printemps entre mars et avril. C'est ce qui entraine ce changement saisonnier de la couleur de son pelage. Ce changement se manifeste par le remplacement des jarres extérieurs. Son pelage est composé de trois couches de poils : un duvet de couleur gris ardoise qui est dense et soyeux, des poils plus longs aux extrémités beige jaunâtre ainsi que de longs jarres plus raides. Un bon moyen de le différencier du Lièvre arctique en dehors de sa plus petite taille est le fait que la base des poils du Lièvre d'Amérique demeure foncée même en hiver. La couleur de la queue est aussi un bon moyen. En effet, la queue du Lièvre arctique est blanche même en été tandis que la queue du Lièvre d'Amérique est brune durant la même saison. La queue du Lièvre d'Europe est noire.
En outre, le nombre de jours d'hiver avec une importante couverture neigeuse diminue. Cela créé donc une discordance entre le pelage du lièvre d'Amérique et son environnement. Ainsi, après la mue d'automne, son pelage blanc détonne sur un paysage non-enneigé. Cela pose des problèmes dans les relations proie-prédateur car ainsi le lièvre est beaucoup plus facilement repérable.
Le Lièvre d'Amérique a une longueur totale de 38 à 50,6 cm incluant une queue de 2,5 à 4,5 cm de long et une hauteur à l'épaule entre 20 et 22 cm. Ses pieds mesurent entre 12 et 15 cm. Le Lièvre d'Amérique a les oreilles plus petites que la plupart des autres lièvres. Celles-ci mesurent entre 62 et 68 mm. Les individus adultes ont un poids allant de 1,3 à 2,3 kg tandis que les nouveau-nés pèsent entre 50 et 96 g. Les femelles sont souvent légèrement plus grosse que les mâles.
La longévité du lièvre ne dépasse que rarement 5 ans dû à leurs nombreux prédateurs. Son principal prédateur est le lynx du Canada. La liste de ses prédateurs comprend la belette, le coyote, la loutre de rivière, le renard roux et le vison d'Amérique. Elle comprend aussi des oiseaux de proie tels que l'autour, la buse à queue rousse, la buse pattue, le faucon gerfaut, le grand-duc et le harfang des neiges. Il arrive aussi qu'il soit la victime d'un chat domestique.
Les populations de Lièvres d'Amérique subissent des fluctuations cycliques qui atteignent leur sommet sur un cyle de dix ans.

## Comportement
Le Lièvre d'Amérique vit de manière solitaire et sédentaire sur un domaine de deux à seize hectares. Il marque clairement des sentiers qui forment un réseau à l'intérieur de son domaine pour se déplacer entre les secteurs de repos et les secteurs d'alimentation. D'ailleurs, ces sentiers sont facilement observables en hiver avec les traces laissées dans la neige. Il demeure caché sous les branches basses, des arbres tombés ou des débris de coupe toute la longueur de la journée. Il tolère la présence de ses congénères bien que des affrontements surviennent surtout en période de rut.
Il peut faire des bonds jusqu'à 3 mètres et atteindre une vitesse de 45 km/h.

## Dynamique de populations

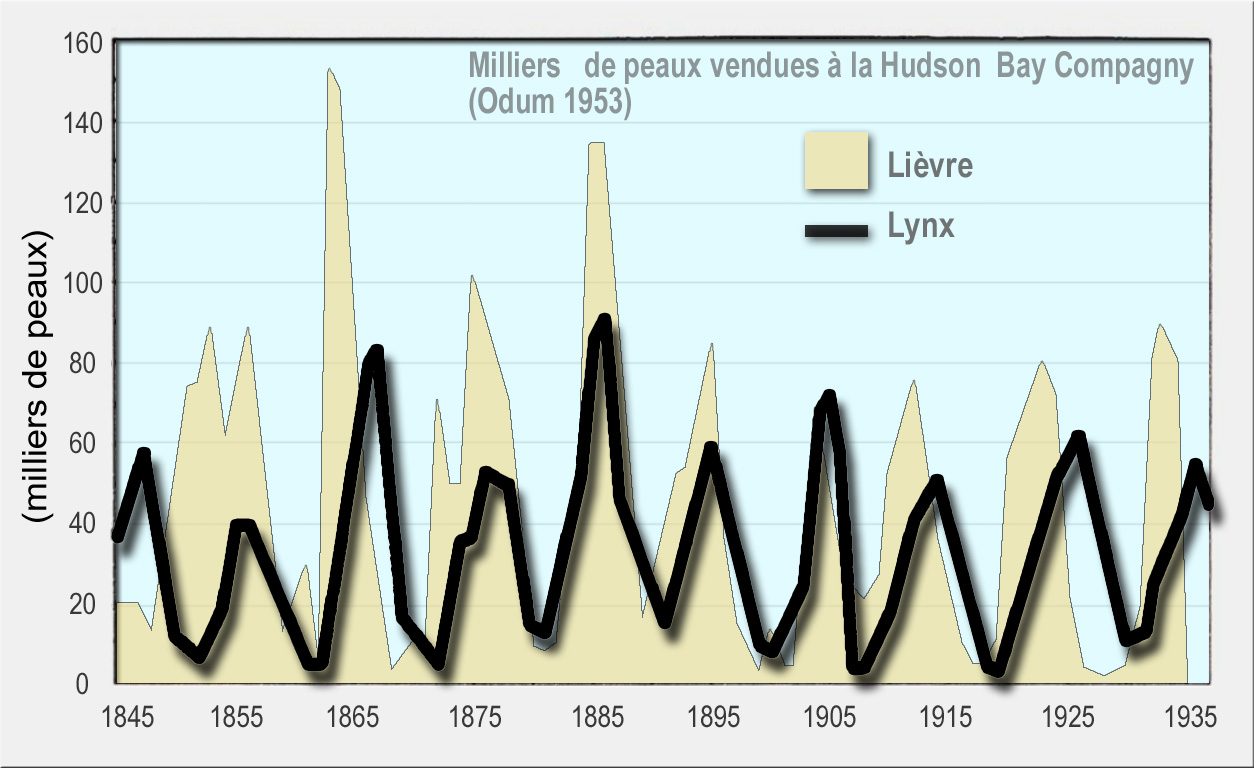
Nombre de fourrures vendues par les trappeurs au comptoir de la Baie d'Hudson (sur environ 90 ans) pour le lièvre américain et son principal prédateur le lynx canadien

Cette espèce connait comme de nombreuses espèces de rongeurs des pays nordiques une dynamique de population aux cycles très marqués. 
Comme le montre le schéma de gauche (d'après des archives statistiques collectées par Odum, et publiées en 1953), la proie et le prédateur ont une dynamique de population cyclique et qui semblent en interactions durables. 
Il a été récemment montré que ce schéma reflète aussi fortement les effets locaux et cycliques de l'ENSO (El Niño Southern Oscillation), susceptible d'affecter la fitness des lièvres et d'autres espèces lors des hivers plus rigoureux explique en partie ce cycle.

## Habitat et répartition

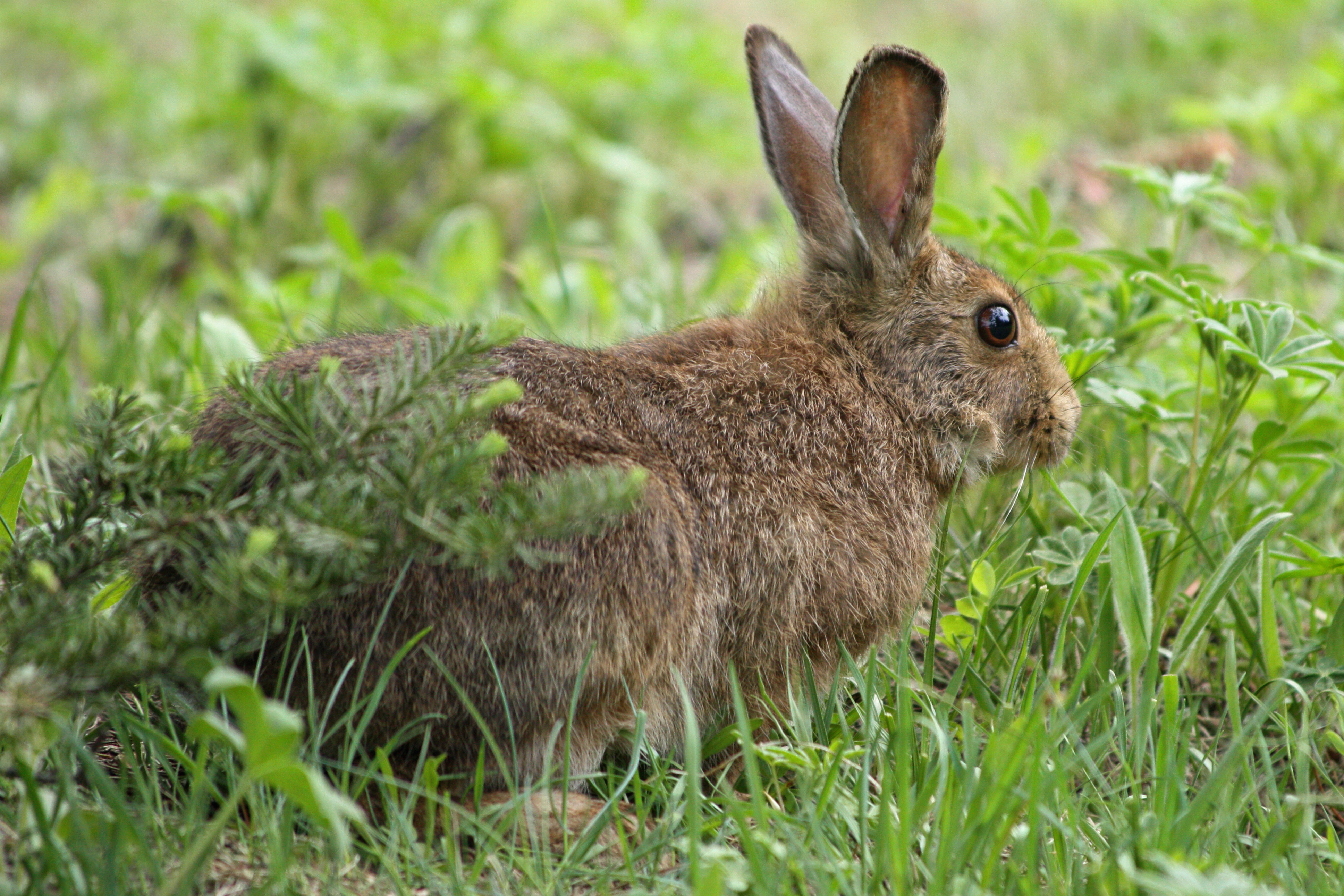
Lièvre d'Amérique dans le parc national Olympique aux États-Unis

On retrouve le Lièvre d'Amérique sur tout le territoire canadien à l'exception de la toundra et aux États-Unis jusqu'au nord du New Jersey à l'est, jusqu'au nord du Michigan et du Minnesota au centre ainsi que jusqu'au nord de la Californie et du Nouveau-Mexique à l'ouest. Il a été introduit sur l'île de Terre-Neuve vers 1870.
Le Lièvre d'Amérique vit dans la forêt boréale. On le trouve dans les zones où poussent de jeunes conifères comme les secteurs de repousse, les bordures de cours d'eau, les taillis et les broussailles. On peut aussi le trouver dans les clairières et les marécages. Il préfère les zones ayant un sous-étage dense ou une couche de plantes sous le couvert principal. Cela le protège de ses prédateurs et de plus, il peut se nourrir de ces plantes. Pour s'abriter, le lièvre se cache dans des broussailles appelées « gîtes », il n'a pas de terrier. Pour l'hiver, il se cache parfois dans des terriers abandonnés par d'autres animaux où il se protège avec les rameaux des conifères dans son entourage.

## Alimentation
Le Lièvre d'Amérique est herbivore. Pendant l'été, il se nourrit principalement de plantes herbacées. Il mange aussi des feuilles d'arbustes et certains autres herbes comme le lupin, l'épilobe et la vesce. Pendant l'hiver, il se contente de petits morceaux d'écorces ou de bourgeons. Lepus americanus à besoin de 200 g à 300 g de nourriture par jour pour être en bonne santé. Il boit peu, cela lui est très utile pendant la saison hivernale.

## Reproduction
Le Lièvre d'Amérique a de trois à quatre portées par année comportant chacune d'un à neuf levrauts, mais, en général, de deux à six. Sa période de reproduction s'étire de la fin du mois de mars jusqu'en juin. La période de gestation dure 36 ou 37 jours. À sa naissance, le levraut pèse de 45 à 74 g et croît de 450 g par mois pour atteindre l'âge adulte après 5 mois. Les femelles aménagent un petit nid d'herbes dans un endroit abrité pour leurs levrauts.

## Relations avec l'homme
Le Lièvre d'Amérique est chassé pour sa fourrure. Il est aussi chassé pour sa chair. Son statut est considéré comme étant de préoccupation mineure par l'Union internationale pour la conservation de la nature.
- Le Lièvre d'Amérique (2020), roman franco-québécois de Mireille Gagné

#### Ouvrage
- Jacques Prescott et Pierre Richard, Mammifères du Québec et de l'est du Canada, Waterloo (Québec), Éditions Michel Quintin, 2004, 400 p. (ISBN 2-89435-270-0)